# Idlewild-Whim
Idlewild-Whim es una localidad de Trinidad y Tobago, que forma parte de la parroquia de St. Andrew.

## Geografía
La localidad abarca parte de la isla de Tobago y limita al norte con Whim (localidad perteneciente a la parroquia de St. David), al sur con Scarborough, al este con Darrell Spring y al oeste con Mount Marie.

## Demografía
Datos demográficos de la localidad de Idlewild-Whim:
| Gráfica de evolución demográfica de Idlewild-Whim entre 2000 y 2011 |
|                                                                     |